# 亞納馬山
13°18′11″S 72°48′34″W / 13.303078°S 72.809412°W
亞納馬山（Yanama），是秘魯的山峰，位於該國東南部庫斯科大區，屬於安地斯山脈中維爾卡潘帕山脈的一部分，該山峰海拔高度為5,473米。